# 穆瓦夫尔河
穆瓦夫尔河（法語：Moivre，法語發音：[mwavʁ]）是法国大东部大区马恩省的河流，是马恩河的右支流，长34.4千米。